# Gerald Lee
Gerald Raymond Lee, Jr. (Uusikaupunki, Finlandia, 23 de noviembre de 1987) es un exjugador de baloncesto con doble nacionalidad finlandesa y estadounidense. Con 2.08 de estatura, su puesto natural en la cancha era el de pívot. Su padre, Gerald Lee Sr fue también profesional, haciendo carrera en Finlandia, donde se afincó y se casó con una nativa.

## Carrera deportiva
Dio sus primeros pasos en el baloncesto con la Universidad de Old Dominion, aunque la mayor parte de su carrera la ha realizado en Europa. Tiene amplia experiencia en diversas ligas del Viejo Continente, Finlandia, Italia, Montenegro, Rumanía... UU-Korihait, Pallalcesto Udine, Verloli Basket, Buducnost Podgorica y Asesoft Ploesti. Con este último, ha realizado muy buenos números tanto en la Liga Rumana como en Eurocup. Sus números en Eurocup 2014/15 ascienden a 13,7 puntos y 3,9 rebotes por partido. 
Es internacional con la selección Finlandesa, con la que ha disputado los Eurobasket 2011 y 2013, y la Copa del Mundo de España celebrada el pasado verano de 2014. 
En febrero de 2015, tras la lesión de José Ángel Antelo, el UCAM Murcia se refuerza con el internacional finlandés hasta el final de la temporada.
En septiembre de 2016 se incorpora al Laboral Kutxa Baskonia de la liga ACB para ayudar en la pretemporada a causa de las bajas por lesión del equipo.